# Peter Fettke
Peter Fettke (* 12. Januar 1973 in Meerbusch) ist ein deutscher Wirtschaftsinformatiker, außerplanmäßiger Professor für Wirtschaftsinformatik an der Universität des Saarlandes und leitender Wissenschaftler sowie DFKI Research Fellow am Deutschen Forschungszentrum für Künstliche Intelligenz (DFKI) in Saarbrücken.

## Werdegang
Fettke studierte bis 1998 an der WWU Münster. Von 2002 bis 2006 forschte er zusammen mit Peter Loos am Lehrstuhl Wirtschaftsinformatik und Betriebswirtschaftslehre an der Johannes Gutenberg-Universität Mainz. Seit 2006 forscht er am DFKI.

## Forschung
Fettke forscht an der Schnittstelle zwischen Wirtschaftsinformatik und Künstlicher Intelligenz. Er ist ein vielzitierter Autor des DFKI. Zwei seiner Aufsätze gehören zu den meistzitierten Arbeiten in der renommierten Zeitschrift Wirtschaftsinformatik (in Klammern ist jeweils der Rang gemäß Web of Science angegeben):

## Veröffentlichungen
- State-of-the-Art des State-of-the-Art – Eine Untersuchung der Forschungsmethode „Review“ innerhalb der Wirtschaftsinformatik. In: Wirtschaftsinformatik. Nr. 4, 2006, ISSN 1863-4141, S. 257–266. (Platz 1)
- mit Peter Loos: Referenzmodellierungsforschung. In: Wirtschaftsinformatik. Nr. 5, 2004, ISSN 1863-4141, S. 331–340. (Platz 7)